# Mediostoma cypricum
Mediostoma cypricum is een hooiwagen uit de familie aardhooiwagens (Nemastomatidae). De originele naamcombinatie (protoniem) was Nemastoma cypricum Roewer, 1951. Een volgende naamrecombinatie werd gepubliceerd als Mediostoma cypricum (Roewer, 1951) in Gruber 1976.